# BSC Preussen
BSC Preussen var en ishockeyklubb i Berlin åren 1982-2005. Laget spelade semifinal i tyska mästerskapet 1995, 1996 och 2000.